# Clidemia coloradensis
Clidemia coloradensis är en tvåhjärtbladig växtart som beskrevs av Frank Almeda. Clidemia coloradensis ingår i släktet Clidemia och familjen Melastomataceae. Inga underarter finns listade i Catalogue of Life.